# Chrosiothes portalensis
Chrosiothes portalensis är en spindelart som beskrevs av Claude Lévi 1964. Chrosiothes portalensis ingår i släktet Chrosiothes och familjen klotspindlar. Inga underarter finns listade i Catalogue of Life.